# جيمس غوردون (عداء سريع)
جيمس غوردون (بالإنجليزية: James Gordon)‏ هو عداء سريع أمريكي، ولد في 27 ديسمبر 1908 في باربرتون في الولايات المتحدة، وتوفي في 26 مايو 1997.

## وصلات خارجية
- جيمس غوردون على موقع أوليمبيديا (الإنجليزية)